# Dasnice
Dasnice (en allemand : Daßnitz) est une commune du district de Sokolov, dans la région de Karlovy Vary, en République tchèque. Sa population s'élevait à 277 habitants en 2020.

## Géographie
Dasnice se trouve à 8 km au sud-ouest du centre de Sokolov, à 24 km à l'ouest-sud-ouest de Karlovy Vary et à 134 km à l'ouest de Prague.
La commune est limitée par Chlum Svaté Maří au nord, par Bukovany et Citice à l'est, par Šabina au sud et par Kynšperk nad Ohří à l'ouest.

## Histoire
La première mention écrite de la localité date de 1370.